# Adata
Adata (em grego: Ἃδατα) ou Al-Ḥadath al-Ḥamrā (árabe para "Hadata, a Vermelha") foi uma cidade e fortaleza próxima dos montes Tauro (no atual sudeste da Turquia), que desempenhou um importante papel nas guerras bizantino-árabes.

## Localização
A cidade estava localizada a cerca de 1000 metros de altitude no sopé sudeste da faixa Tauro-Antitauro, próximo do curso superior do rio Aksu no distrito de Gölbaşı. Sua localização exata foi perdida, e tem sido variadamente identificada com locais ao norte ou sul do lago Inekli.

## História
Adata tornou-se importante no começo da Idade Média devido sua posição: estava numa zona de fronteira fortificada, o Alauacim, que separou os califados Omíada e Abássida do Império Bizantino. Estava a sudoeste do importante passo de Hadata/Adata (darbe al-Hadate) que levou ao longo do Tauro para a Anatólia bizantina, mas estava também situada entre as duas grandes fortalezas fronteiriças de Marache/Germaniceia (moderna Kahramanmaraş) e Malátia/Melitene, e controlou a passagem do norte da Mesopotâmia à Armênia Ocidental. Como tal, tornou-se a principal base para as frequentes invasões muçulmanas em territórios bizantinos, e foi frequentemente alvejada pelos bizantinos.
Foi conquistada pelos árabes sob Habibe ibne Maslama durante o reinado do califa Omar (r. 634–644) e tornou-se base às invasões anuais lançadas contra a Anatólia bizantina sob o Moáuia I (r. 661–680). Os bizantinos reclamaram a cidade nos anos 750, mas não a recuperaram permanentemente. Em 778, o general bizantino Miguel Lacanodraco saqueou a cidade, mas foi imediatamente reconstruída pelo califa Almadi (r. 775–785). Almadi renomeou-a al-Mahdiya ou al-Muhammadiya nesta ocasião, mas estes nomes não pegaram. O sucessor de Almadi, Alhadi (r. 785–786), ainda repovoou a cidade com pessoas da região circundante, mas no inverno de 786, inundações causaram pesados danos aos muros da cidade, que foi reconstruída às pressas de tijolos secos ao sol. O estratego bizantino dos armeníacos, Nicéforo, soube disso e destruiu a cidade, incendiando-a.
Foi completamente reconstruída, refortificada e guarnecida por Harune Arraxide (r. 786–809), que a transformou uma das cidades mais importantes no Alauacim. É nesta forma que a cidade é melhor conhecida em fontes literárias: foi protegida pela fortaleza de Uaidabe (Uhaydab - "Pequena Corcunda"), construída sobre uma colina, enquanto a cidade em si foi supostamente tão grande quanto Marache. Adata continuou a servir os abássidas como uma base para raides além-fronteira, mas os bizantinos também atacaram-na várias vezes, saqueando-a em 841 e 879. A região em torno da cidade, sobretudo o passo, foram cenário de confrontos frequentes e sangrentos, na medida em que os árabes teriam renomeado-o darb al-salāma ("passo da paz") em uma tentativa, como a Enciclopédia do Islã comenta, "exorcizar o destino fatal que parece estar ligado a ela." Em 949/950, os bizantinos sob Leão Focas, o Jovem sitiaram a cidade e arrasaram-na junto de suas fortificações. Foi reconstruída pelo emir hamadânida Ceife Adaulá (r. 945–967) em 954, apenas para cair novamente para os bizantinos sob Nicéforo Focas em 957. Os bizantinos sitiaram e arrasaram a cidade, mas por 970 foi reconstruída e tornou-se o centro de um pequeno tema bizantino.
Depois, a cidade caiu na obscuridade. Foi capturada pelos turcos em 1150, e mais tarde pelo Reino Armênio da Cilícia. Sob os armênios tornou-se uma base para os raides deles aos Estados muçulmanos circundantes até 1272, quando o sultão mameluco Baibars (r. 1260–1277), saqueou-a, massacrou seus habitantes e a incendiou. A cidade continuou a existir por um tempo, rebatizada "Göynük" *(A queimada") pelos turcos e armênios e Alhan pelos curdos locais. É mencionada pela última vez em 1436, quando o sultão mameluco Barsbay (r. 1422–1438) usou-a como sua base para uma campanha contra o bei turco de Dulcadir.

## Bispos ortodoxos siríaco de Adata
Adata foi um centro importante para a Igreja Ortodoxa Siríaca, que manteve uma diocese centrada em Adata do século VIII ao século XII. Quatorze bispos jacobitas de Adata entre os séculos VIII-XI são mencionados na lista de Miguel, o Sírio.